# جبل الناظور
جبل الناظور جبل ساحلي يقع بولاية بنزرت في الشمال الشرقي التونسي، تقع على سفحيه مدينتا الرفراف شمالاً وغار الملح جنوبًا، وهو ينتهي عند رأس سيدي علي المكي. يبلغ ارتفاعه 299 م.

## معرض صور

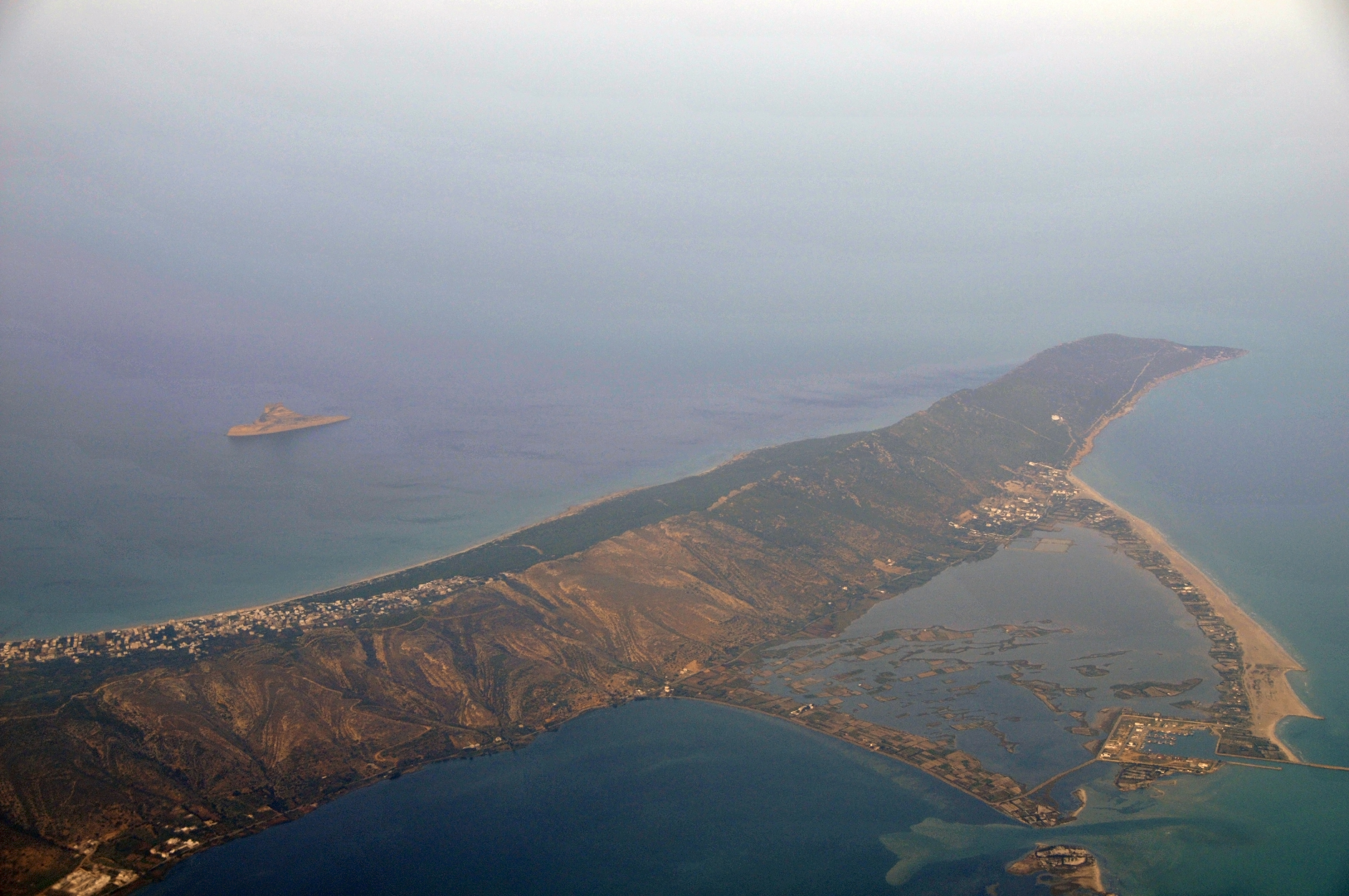
منظر عام لجبل الناظور
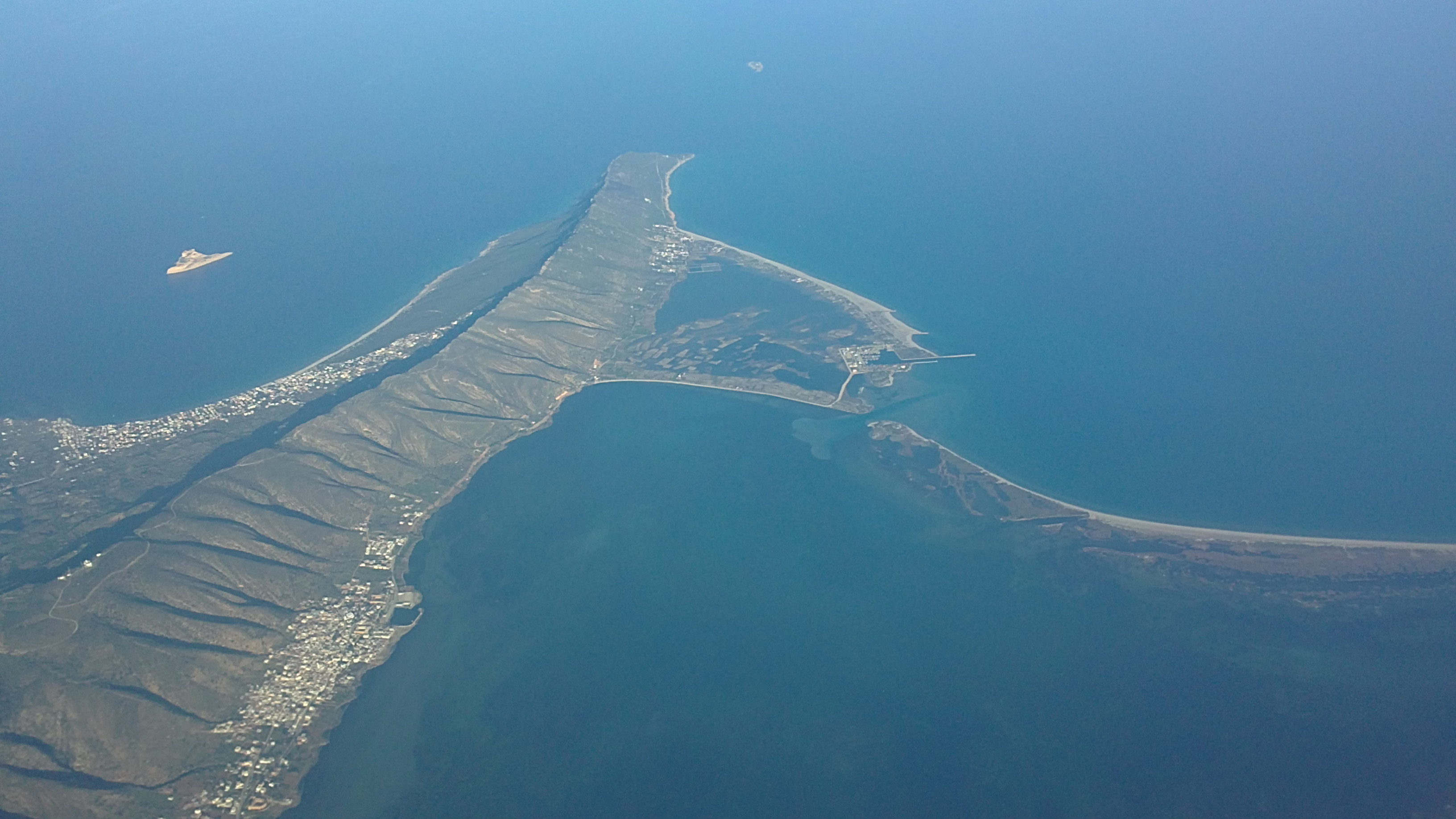
جبل الناظور
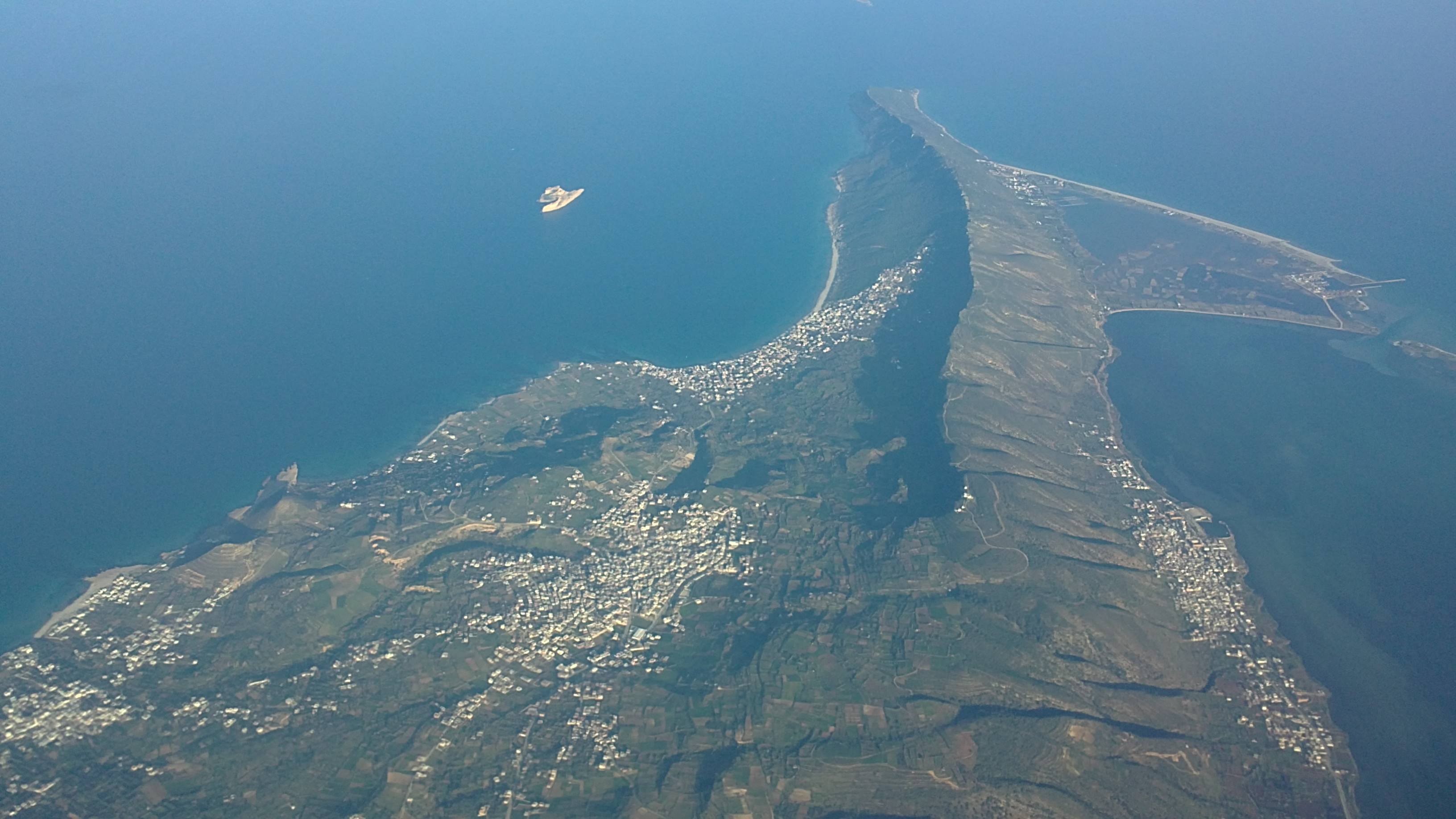
جبل الناظور
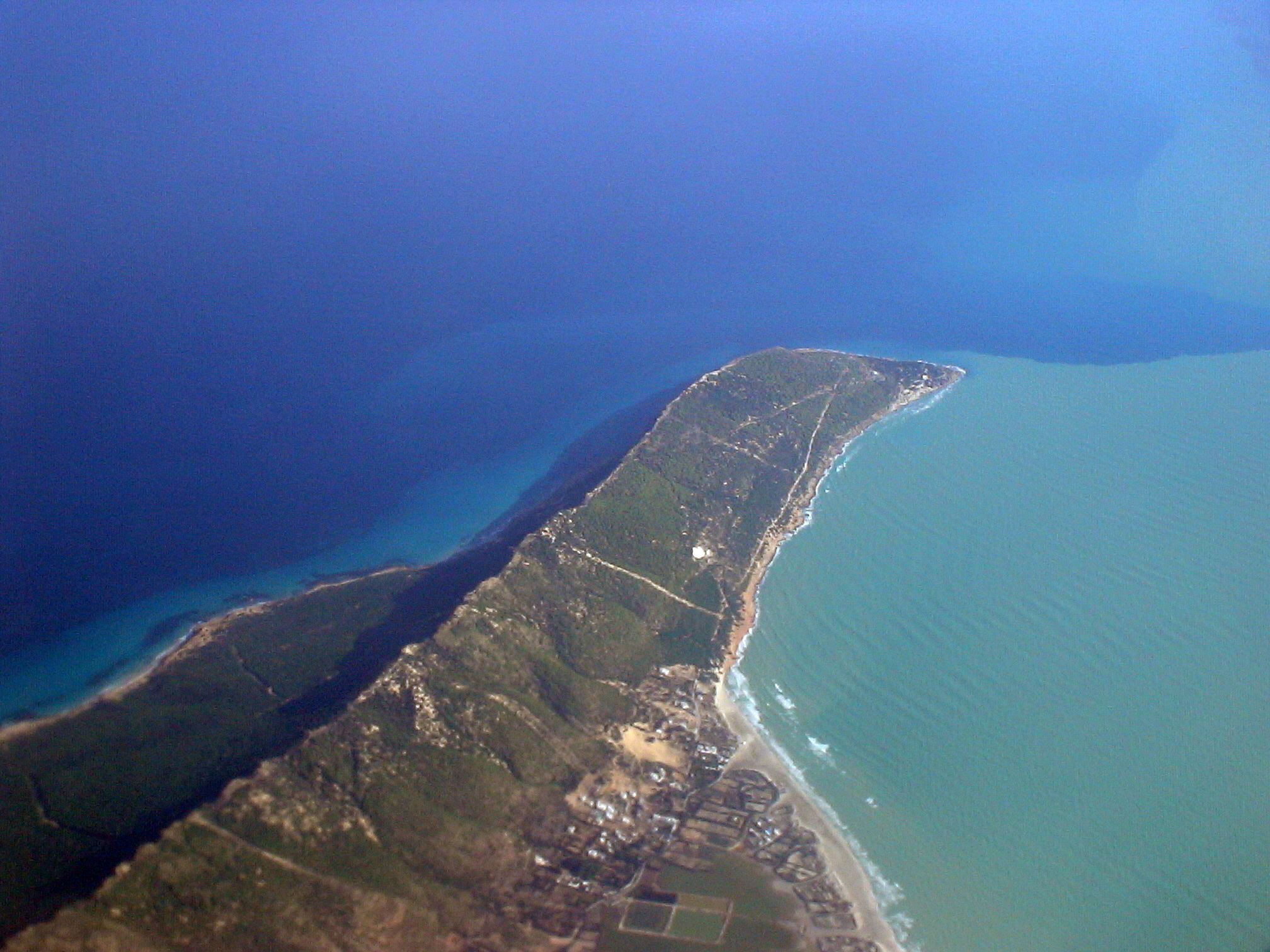
جبل الناظور